# مهترخانه

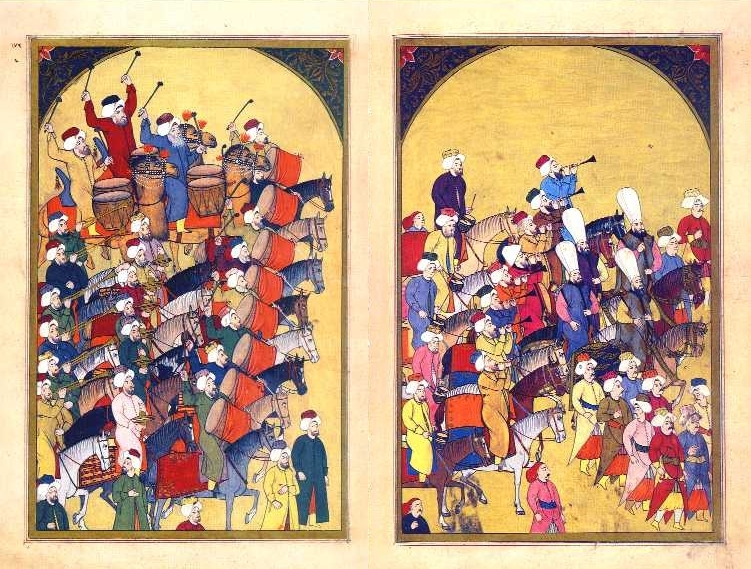
مهترخانه - 1720 م.

المهترخانه فريق الموسيقا الرسمية في الدولة العثمانية.

## روابط خارجية
- مهترخانه على موقع ميوزك برينز (الإنجليزية)
- مهترخانه على موقع ديسكوغز (الإنجليزية)
- مهترخانه على موقع ديسكوغز (الإنجليزية)
- مهترخانه على موقع ديسكوغز (الإنجليزية)